# هاري وارنر جونيور
هاري وارنر جونيور (بالإنجليزية: Harry Warner, Jr.)‏ هو صحفي ومؤرخ أمريكي، ولد في 19 ديسمبر 1922 في شامبرسبورغ في الولايات المتحدة، وتوفي في 17 فبراير 2003 في هاجرستاون في الولايات المتحدة.